# Partido Islámico Iraquí
El Partido Islámico Iraquí es un partido político iraquí que defiende los intereses de la comunidad árabe suní de Irak.
El partido fue fundado en 1960 por miembros de la rama iraquí de los Hermanos Musulmanes, la organización política-religiosa islamista de Egipto que tiene redes por todo el mundo árabe. Sin embargo, el partido en sí no se considera una rama de los Hermanos Musulmanes ni un frente político de esa organización para Irak; aunque sí reconoce los fuertes lazos políticos e intelectuales que lo unen a la organización musulmana egipcia.
La ideología del Partido Islámico es islamista suní y nacionalista.
En 1961 el Partido Islámico Iraquí fue prohibido y así permaneció hasta el año 2003. Durante las sucesivas dictaduras que gobernaron el país el partido fue duramente perseguido, especialmente durante el régimen del partido Baaz y de Saddam Hussein.
El Partido Islámico representaba a la oposición suní al gobierno de Hussein. Aunque el régimen de Hussein favorecía a la minoría árabe suní con privilegios que le negaba a las otras comunidades importantes del país (la chií y la kurda), algunos sectores de la comunidad suní se oponían también a su gobierno; especialmente los sectores religiosos suníes que rechazaban al régimen de Baaz por ser secular y de inspiración socialista panarabista. El Partido Islámico aglutinaba a esos sectores religiosos suníes descontentos con el régimen.
Muchos dirigentes y militantes del Partido Islámico fueron encarcelados desde el mismo comienzo del régimen del Baaz; y algunos prominentes dirigentes fueron asesinados, entre ellos Abd-al-Aziz al-Badri, Muhammad Faraj, y Abd-al-Aziz Shindalah.
La brutal represión al partido hizo que casi desapareciera dentro de Irak. Fuera del país los militantes exiliados mantuvieron viva la lucha; en la década de los años 70 el partido comenzó a funcionar en el Reino Unido y publicó un periódico llamado Dar as-Salam. En esa época fue elegido Secretario General del Partido Islámico un dirigente exiliado en el Reino Unido, Ayad al-Samarrai.
Luego de la Guerra del Golfo de 1991, el Partido Islámico aprovechó la campaña de proselitismo religioso islámico que lanzó el régimen de Saddam para renacer de sus cenizas y reconquistar el apoyo de la comunidad suní dentro del país. El propósito de la campaña de Hussein era contrarrestar a la oposición chií religiosa que se había levantado en armas durante el final de la guerra y que luego de la cruenta represión no paraba de crecer dentro del país; pero el Partido Islámico vio en esa campaña una oportunidad para infiltrarse en la comunidad suní por medio de las numerosas actividades religiosas que eran patrocinadas por el Estado iraquí, ya que el partido contaba con fuertes apoyos entre el clero islámico suní.
Luego de la invasión norteamericana del 2003, el partido fue legalizado y aceptó colaborar con el Gobierno Transitorio del país a cambio de la promesa de elecciones libres y una pronta retirada de las tropas ocupantes. El entonces Secretario General del Partido Islámico, Mohsen Abdel Hamid, era un profesor de la Universidad de Bagdad que había sido arrestado en 1996 por el régimen de Hussein y que había sido liberado por petición de un importante funcionario del régimen de Sudán; a pesar de lo cual se había opuesto a la invasión americana. Sin embargo, luego de la invasión comprometió el apoyo de su partido a cambio de un arreglo político que devolviera la soberanía al país a corto plazo; y aceptó ocupar uno de los cargos en el Consejo de Gobierno Iraquí  que dirigió el país bajo tutela norteamericana desde el 13 de julio del 2003 hasta el 1 de junio del 2004.
En el Gobierno de Iyad Allawi que se formó el 1 de junio del 2004 el Partido Islámico tuvo un ministro (el ministro de Industria Hajim al-Hassani); pero las relaciones del partido con los partidos chiíes del gobierno y con los estadounidenses se iban deteriorando debido a la creciente insurgencia suní contra el nuevo orden. Paralelamente en julio del 2004 Tariq Al-Hashimi fue elegido nuevo Secretario General del partido.
El 9 de noviembre del 2004 el Partido Islámico se retiró del Gobierno de Allawi como protesta por la Operación Furia Fantasma (también conocida como la Segunda batalla de Faluya); el ataque masivo del Ejército estadounidense contra los miles de guerrilleros suníes de Al Qaida atrincherados en la ciudad de Faluya, y que dejó prácticamente en ruinas esa ciudad, una de las ciudades de mayoría suní más importantes del país. El ministro Hassani no aceptó la decisión de su partido y continuó en el Gobierno, para lo cual renunció a su militancia y se afilió a otro partido suní.
El Partido Islámico había apoyado en un principio la celebración de las elecciones para elegir una Asamblea Nacional Constituyente que debía redactar una nueva Constitución y elegir un Gobierno Provisional; pero ante el clima de violencia después de la operación contra Faluya, el partido anunció un mes antes de las elecciones que no participaría en las mismas ya la violencia no permitía unos comicios imparciales. Por eso el Partido Islámico boicoteó las elecciones del 30 de enero del 2005.
Como resultado, el Partido Islámico no tuvo representación en la Asamblea Constituyente; sin embargo, los partidos chiíes y kurdos que dominaban la Asamblea y el nuevo Gobierno, presionados por Estados Unidos (que no deseaba alimentar la insurgencia marginando a los suníes del proceso político), negociaron la redacción de la Constitución con el Partido Islámico y con los otros partidos suníes que no estaban representados en la Asamblea.
Pero luego de meses de difíciles y tensas negociaciones el Partido Islámico declaró que no estaba satisfecho con la redacción definitiva de la Constitución y que por lo tanto la rechazaba totalmente. En esta ocasión el Partido Islámico decidió no llamar a la abstención en el proceso electoral (reconociendo que había sido un error no participar en los comicios anteriores, ya que sus adversarios lo habían aprovechado para monopolizar el poder); y le pidió a sus militantes y simpatizantes que fueran a votar al referéndum sobre la Constitución, pero que lo hicieran por el No a la Constitución.
Sin embargo, unos días antes del referéndum del 15 de octubre del 2005 el Partido Islámico cambió de postura y llamó a los suníes a votar por el Sí a la Constitución; el partido alegaba que había obtenido un compromiso de los partidos chiíes que aceptaban enmendar la nueva Constitución en un plazo corto de tiempo para introducir cambios favorables a la comunidad suní de acuerdo a las demandas del partido. Pero los insurgentes suníes acusaron al Partido Islámico de traición y atacaron varias de sus sedes por todo el país; y finalmente la mayoría de los suníes votaron por el No a la Constitución, aunque la misma fue aprobada gracias a los votos favorables de chiíes y kurdos.
Ya con la nueva Constitución en vigencia, el Partido Islámico decidió participar en las próximas elecciones para el Consejo de Representantes de Irak; para lo cual se asoció con otros partidos suníes como el Consejo de Diálogo Nacional Iraquí y el día 26 de octubre del 2005 formaron juntos una Coalición política o coalición electoral llamada el Frente del Acuerdo Iraquí.
En las elecciones del 15 de diciembre del 2005 la lista electoral del Frente del Acuerdo Iraquí obtuvo la mayoría de los votos de los suníes, y el 15,10% de los votos a escala nacional; lo que le dio una muy importante representación en el Consejo de Representantes de Irak (encargado de elegir a todos los miembros del Gobierno nacional, incluidos el Presidente de Irak y el primer ministro de Irak; además de ser el Poder Legislativo del país).
Como consecuencia, los partidos chiíes y kurdos invitaron a los partidos suníes del Frente, entre ellos el Partido Islámico; a formar parte del Gobierno de Unidad Nacional que se pretendía crear. El Partido Islámico y sus socios aceptaron la oferta, y nombraron a algunos de sus dirigentes para que fueran Ministros del nuevo gobierno del primer ministro Nuri al Maliki.
Como parte del acuerdo, el Consejo de Representantes eligió al Secretario General del Partido Islámico, Tariq Al-Hashimi; como uno de los dos Vicepresidentes de la República. Por lo tanto, Al Hashimi es uno de los dos sustitutos del Presidente de la República Yalal Talabani para cuando este se encuentra ausente; aunque el cargo de Vicepresidente es más que todo ceremonial o simbólico, sin poder real (incluso el propio cargo de Presidente es ceremonial y no tiene casi poder bajo la nueva Constitución) pero sí goza de gran prestigio y respeto institucional en el país.

## Oposición al Gobierno de Maliki.
A pesar de tener Ministros en el Gabinete de Maliki y por lo tanto formar parte de ese gobierno; el Partido Islámico Iraquí se comportó desde el primer momento como una fuerza de oposición pacífica y legal frente al Gobierno dominado por los partidos chiíes y kurdos.
El Partido Islámico alegaba que sus Ministros, por estar en minoría frente a la mayoría de Ministros chiíes y kurdos y tener como jefe a un dirigente confesional chiita como Maliki; tenían las "manos amarradas", ya que sus propuestas y reclamos no eran tomados en cuenta y sus decisiones eran limitadas o revertidas por el primer ministro y su mayoría oficialista. Por eso el partido decía que tenía poca influencia en las decisiones del Gobierno.
Además el Partido Islámico acusaba a los partidos chiíes de haber incumplido su compromiso de reformar o enmendar la Constitución para satisfacer las demandas de la comunidad suní. También el Partido Islámico se mostraba cada vez más indignado con el Gobierno de Maliki, ya que lo acusaba de patrocinar y proteger a los "escuadrones de la muerte"; las milicias chiíes que se dedican a secuestrar, torturar y asesinar a civiles suníes con la excusa de combatir a los terroristas suníes que cometen atentados contra la comunidad chií.
El Partido Islámico asegura que los milicianos chiíes que cometen crímenes contra la población suní reciben dinero, entrenamiento y armas del Gobierno y de los partidos oficialistas; y que las autoridades también les garantizan la impunidad para sus delitos. Además, tiene denuncias documentadas que prueban la infiltración de las milicias chiíes en las fuerzas de seguridad del Estado, principalmente en la Policía y los servicios secretos de inteligencia; y afirma que muchas veces los escuadrones de la muerte actúan con uniformes y vehículos de las fuerzas de seguridad iraquíes.
El Partido Islámico también se queja de la marginación que sufren los suníes en el Irak dominado por los chiíes y sus aliados kurdos; asegura que los empleos en el sector público están reservados para los chiíes y kurdos y pocas veces son dados a los suníes. El partido se muestra particularmente indignado con la política de "desbaathificación" que pusieron en práctica los norteamericanos y las anteriores autoridades provisionales iraquíes para despedir de la administración pública a miles de militantes del partido Baaz; ya que la mayoría de ellos son suníes y muchos se habían afiliado solo por temor y conveniencia en tiempos de Saddam.
El Partido Islámico denuncia que los beneficios del petróleo casi no llegan a los suníes, y se opone radicalmente al federalismo contemplado en la nueva Constitución; ya que alega que de formarse las Regiones Autónomas y controlar estas la mayor parte del dinero del petróleo los suníes saldrían perdiendo, ya que las regiones donde viven los suníes son muy pobres en petróleo y por lo tanto sus gobiernos regionales no tendrían casi recursos para atender las necesidades populares y prestar los servicios básicos. Por eso el Partido Islámico quiere que se reforme la Constitución para volver al centralismo, con la única excepción de la Región Autónoma Kurda cuya autonomía debería ser respetada por razones especiales.
El partido exige una retirada inmediata de las tropas extranjeras, especialmente de las norteamericanas, ya que dice que su presencia es la que estimula la violencia sectaria y atenta contra la soberanía del país. La organización se muestra muy crítica con las que llama "fuerzas de ocupación" y denuncia la "brutalidad" en sus métodos para combatir a la guerrilla; al mismo tiempo, aunque el Partido Islámico está a favor de la lucha legal y pacífica y no de la violencia, mantiene una posición algo ambigua respecto a la insurgencia nacionalista suní a la que no denuncia claramente y a la que llama "resistencia" con cierto respeto. Sin embargo, el Partido Islámico sí se opone claramente a Al Qaida (al igual que lo hace la insurgencia nacionalista) por sus métodos brutales y genocidas de los que son víctimas los propios suníes.
El Partido Islámico también se opuso en su momento a la ejecución de la pena de muerte de Saddam Hussein, porque aunque reconocía que Hussein había cometido muchos crímenes en su gobierno y había asesinado a iraquíes; el Gobierno actual dominado por los chiíes también era responsable de crímenes contra los suníes y no tenía autoridad moral para ejecutar a Saddam. Además estimaba que el juicio de Hussein había sido politizado y carente de imparcialidad, y que su ejecución iba a empeorar la división del país y alejar la reconciliación nacional.
El 1 de agosto del 2007 la coalición de la que forma parte el Partido Islámico Iraquí anunció su retirada definitiva del Gobierno de unidad que preside el primer ministro Nuri al Maliki, completando el proceso que habían iniciado el mes anterior cuando sus Ministros dejaron de participar en las reuniones del Gobierno. La razón que alegaron el Partido Islámico y sus socios de coalición fue el incumplimiento por parte de Maliki de las exigencias que le habían planteado a modo de ultimátum; sin embargo, Maliki se negó oficialmente a aceptar la renuncia de sus Ministros suníes.
De todas maneras el Partido Islámico mantiene el diálogo abierto con Estados Unidos, y su líder (y Vicepresidente de la República) Al-Hashimi ha tenido conversaciones directas con el presidente estadounidense George W. Bush para intentar contribuir a la pacificación del país.
- Datos: Q2618800